# 南峰塔 (建德市)
梅城南峰塔，位于中华人民共和国浙江省杭州市建德市，新安江汇入兰江处的南北两岸的山峰上:388，建于隋唐，重建于明嘉靖29年（1548年）:128，和北峰塔矗立于新安江两岸遥遥相望，古称“双塔凌云”为严陵八景之一:128。
南峰塔为楼阁式砖塔，坐落于南峰乡葛家行政村巽峰顶上。塔身外观八面七层，高约35米，每层为圆形穹窿顶:388。
2019年10月，梅城南峰塔被列入第八批全国重点文物保护单位。